# Gunter Geiger
Gunter Geiger (* 7. Dezember 1967 in Frankfurt am Main) ist Direktor der Katholischen Akademie des Bistums Fulda. Er ist Vorsitzender der Arbeitsgemeinschaft katholisch-sozialer Bildungswerke (AKSB) und engagiert sich in verschiedenen Vorständen der Weiterbildung, unter anderem im Vorstand der Katholischen Erwachsenenbildung Hessen und des Vereins für Weiterbildung Hessen e.V. Seit 2019 ist er als Vertreter der katholischen Kirche in die Versammlung der Hessischen Landesanstalt für privaten Rundfunk und neue Medien entsandt. Außerdem ist Geiger seit März 2021 Vorsitzender des Beirates der Point Alpha Stiftung.

## Werdegang
Geiger wurde 1967 in Frankfurt geboren. Nach dem Abitur 1988 am Internatsgymnasium Lucius in Echzell trat er in die Bundeswehr ein und absolvierte eine Ausbildung zum Truppendienstoffizier. Von 1991 an studierte er Volkswirtschaftslehre und Politikwissenschaften an der Universität der Bundeswehr in Hamburg. 1993 verbrachte er ein Auslandssemester an der Arizona State University (USA) und schloss 1994 sein Studium als Dipl.-Volkswirt ab. Im Anschluss kam er als Transportzugführeroffizier nach Strausberg bei Berlin, wo er von 1995 an als Jugendoffizier tätig war.
1998 wurde er Referent für politische Bildung in der Katholischen Akademie des Bistums Fulda. Neben dieser Tätigkeit entwickelte er neue Kurstypen, z. B. Seminare mit der Stiftsschule St. Johann Amöneburg, Streitschlichtungskurse und Akademieabende. Seit 2001 war Geiger für das Bonifatiushaus der Katholischen Akademie des Bistums Fulda stellvertretender Hausleiter sowie kommissarischer Verwaltungsleiter. 2004 wurde er zum Direktor und Leiter der Katholischen Akademie des Bistums Fulda ernannt.
Geiger arbeitet seit 2001 in verschiedenen Gremien und Vorständen von Dachverbänden und Interessenvertretungen in der Erwachsenenbildung.
Geiger ist verheiratet und hat zwei Kinder. Er ist Oberstleutnant der Reserve.

## Vorstandstätigkeiten (Auswahl)
- Arbeitsgemeinschaft katholisch-sozialer Bildungswerke (AKSB)
- Katholische Erwachsenenbildung Hessen

## Publikationen (Auswahl)
- Gunter Geiger, Beatrice Saan-Klein (Hrsg.): Menschenrechte weltweit – Schöpfung bewahren! Grundlagen einer ethischen Umweltpolitik. Verlag Barbara Budrich, Opladen 2013, ISBN 978-3847400943.
- Marco Bonacker, Gunter Geiger: Konsens und Krise. Politische Bildung als Aufgabe in kirchlicher Verantwortung (= Kirche und Gesellschaft. Grüne Reihe. Nr. 451, hrsg. von der Katholischen Sozialwissenschaftlichen Zentralstelle). J.P. Bachem Medien, Köln 2018, ISBN 978-3761632796.